# Kinjo Christopher Tatsuki
Christopher Tatsuki Kinjo (sinh ngày 17 tháng 1 năm 1993) là một cầu thủ bóng đá người Nhật Bản.

## Sự nghiệp câu lạc bộ
Christopher Tatsuki Kinjo đã từng chơi cho Avispa Fukuoka và FC Ryukyu.